# Akari Ogata
Akari Ogata –en japonés, 緒方 亜香里, Ogata Akari– (Uki, 24 de septiembre de 1990) es una deportista japonesa que compitió en judo. Ganó dos medallas en el Campeonato Mundial de Judo, plata en 2011 y bronce en 2010. En los Juegos Asiáticos de 2010 consiguió una medalla de plata.

## Palmarés internacional
| Campeonato Mundial | Campeonato Mundial | Campeonato Mundial | Campeonato Mundial |
| Año                | Lugar              | Medalla            | Categoría          |
| ------------------ | ------------------ | ------------------ | ------------------ |
| 2010               | Tokio (Japón)      | Medalla de bronce  | –78 kg             |
| 2011               | París (Francia)    | Medalla de plata   | –78 kg             |
| Juegos Asiáticos   |                    |                    |                    |
| Año                | Lugar              | Medalla            | Categoría          |
| 2010               | Cantón (China)     | Medalla de plata   | –78 kg             |